# Firyal Irshaid

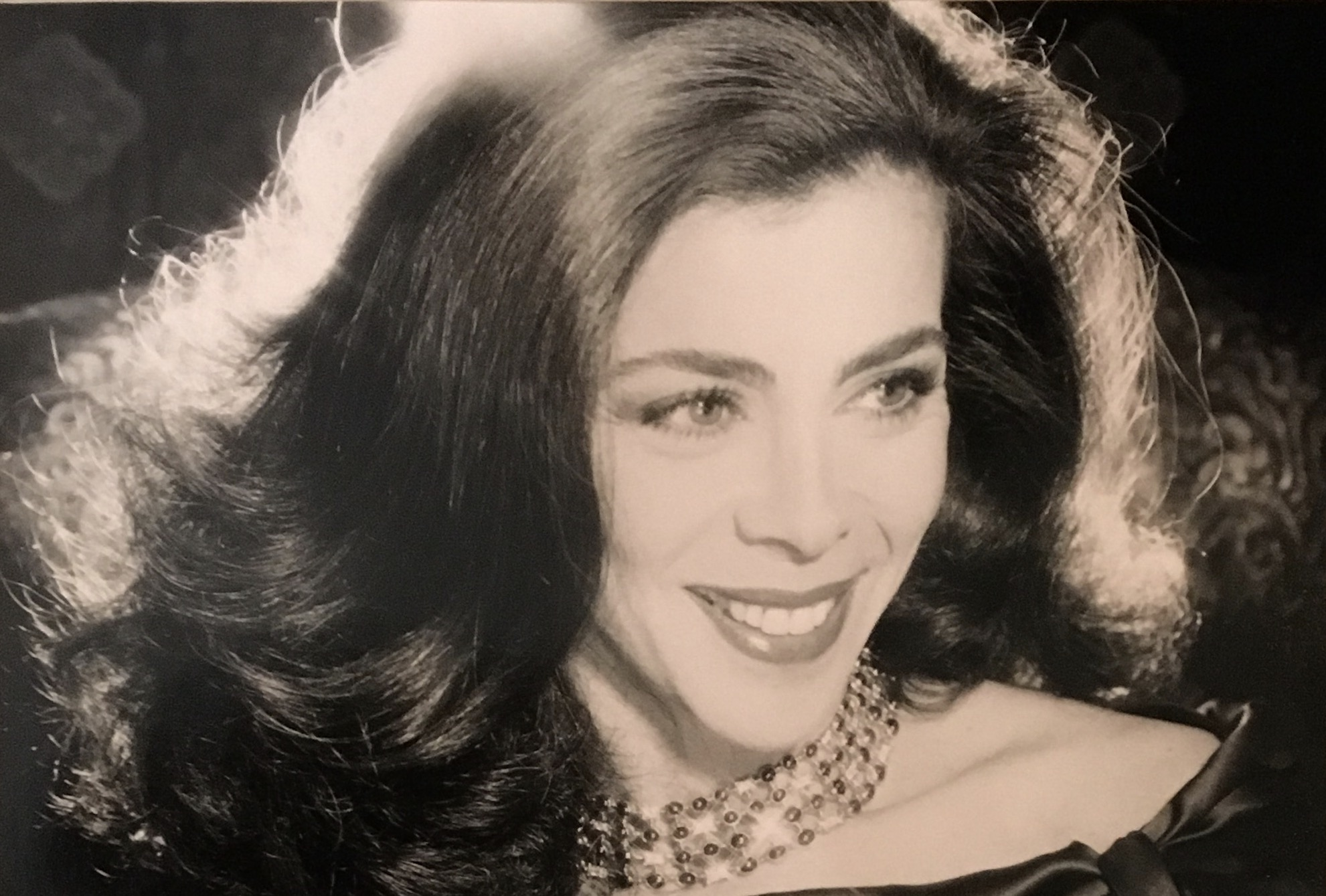
Prinzessin Firyal

Firyal Irshaid (arabisch فريال إرشيد, DMG Firyāl Iršaid; * 1945 in Jerusalem) ist Mitglied des jordanischen Königshauses und Philanthropin. Sie ist weltweit für Bildungs-, Kultur- und Sozialeinrichtungen und -organisationen tätig.

## Herkunft und Ausbildung

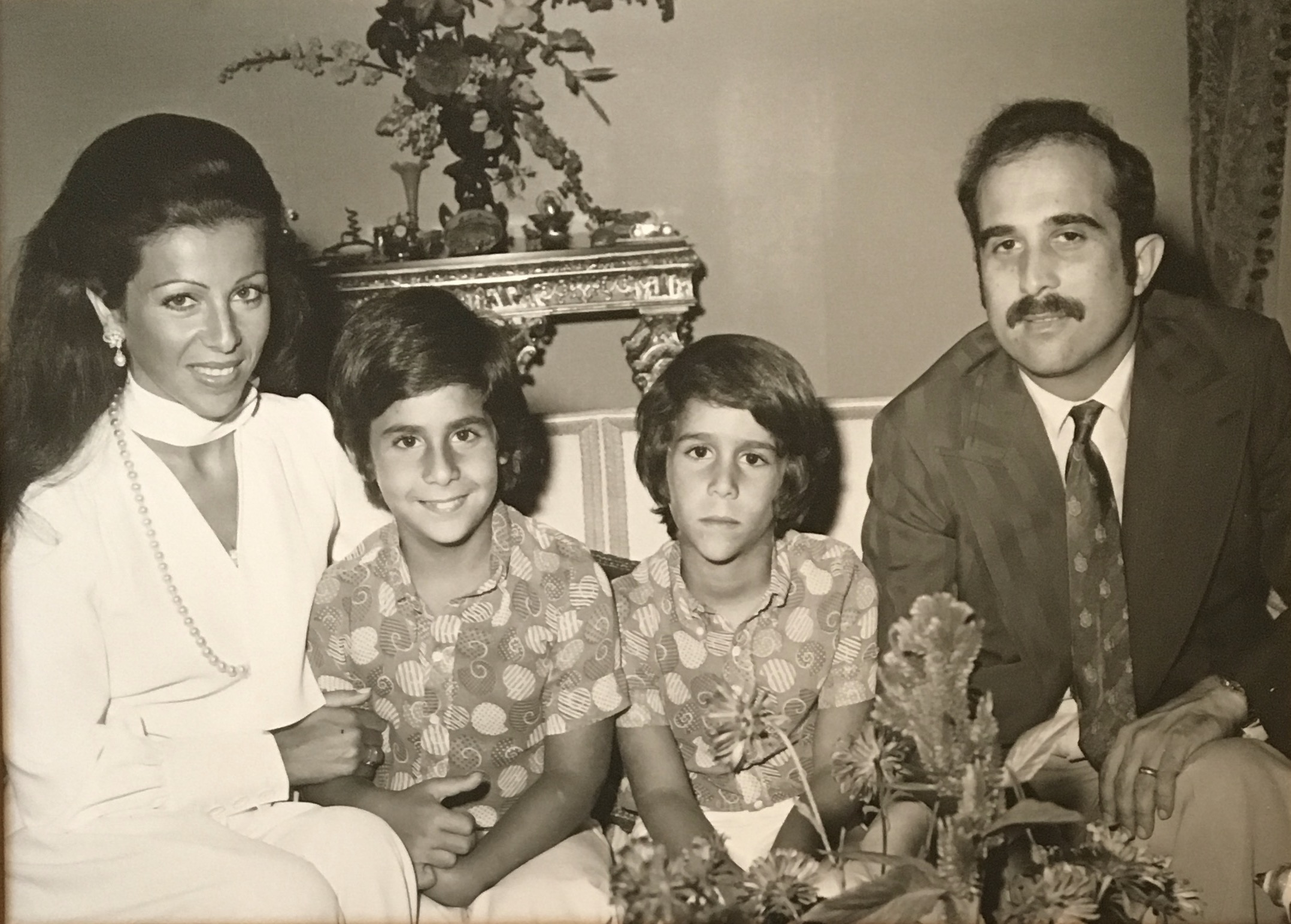
Firyal mit Muhammad bin Talal und ihren Söhnen Talal und Ghazi

Firyal Irshaid wurde 1945 in Jerusalem geboren. Sie ist die Tochter des früheren Ministers und Senators Sayyid Farid Mahmoud Irshaid. ihre Mutter Farida war Leiterin der Rothalbmond-Gesellschaft in der West Bank.
Irshaid besuchte die Universität Bir Zait im Westjordanland. Sie studierte zwei Jahre an der Libanesisch-Amerikanischen Universität in Beirut vor ihrer Heirat; sie schloss ihr Studium mit einem Bachelor 1999 an der Columbia University School of General Studies in New York City ab.

## Engagements

### Jordanische Regierung
Seit 2007 ist Firyal Ishaid Minister Plenipotentiary als direkte Botschafterin der jordanischen Regierung bei der US-Botschaft in Amman.

### Vereinte Nationen
1992 wurde sie zur Goodwill-Botschafterin der UNESCO ernannt, wo sie Programme für Bildung und den Schutz des Welterbes fördert. 1995 wurde sie vom Generaldirektor der UNESCO Federico Mayor Zaragoza zur Sonderberaterin ernannt. 2003 wurde sie in den Verwaltungsrat der US-Gesellschaft für die Vereinten Nationen gewählt.

### Humanitäre Projekte
Irshaid engagierte sich in der Unterstützungsarbeit in jordanischen Flüchtlingslagern. Sie förderte Alphabetisierungskampagnen für nomadisch lebende Beduinen und gründete Familienplanungsprogramme. Unter dem Dach der UNESCO baute sie die International Hope Foundation auf, die sich um obdachlose Straßenkinder kümmert. Seit vielen Jahren ist sie im Verwaltungsrat des International Rescue Committee (IRC) in New York tätig.

### Bildung
Ishaid ist beratend und administrativ für viele Bildungseinrichtungen tätig wie die Columbia University,
die New York Public Library und die John F. Kennedy School of Government der Harvard University.

### Kunst und Kultur
Auch im Kulturbereich ist sie weltweit engagiert, beispielsweise für das Musée des Arts décoratifs (Paris), die Tate Modern in London, das Museum of Modern Art (MOMA) oder das Guggenheim-Museum in Abu Dhabi.

## Privates
Firyal Irshaid heiratete 1964 den Bruder von König Hussein Prinz Muhammad bin Talal, mit dem sie die zwei Söhne Talal und Ghazi bekam. Seither trägt sie den offiziellen Titel H.R.H. Prinzessin Firyal. Nach ihrer Scheidung 1978 hatte sie eine Liaison mit dem griechischen Groß-Reeder Stavros Niarchos, später eine Langzeitbeziehung zum US-amerikanischen Banker Lionel Pincus (1931–2009). Nach dem Tod von Pincus warfen dessen Söhne Henry und Matt Firyal vor, den geistigen und körperlichen Abbau ihres Vaters ausgenutzt und zu viel Geld ausgegeben zu haben.

## Ehrungen
- Großes Band des jordanischen Unabhängigkeitsordens
- 2022 Großes Band des jordanischen Ordens zur 100-Jahrfeier[24]
- 1965 Honorary Great Commander des malaysischen Ordens der Verteidiger des Reiches[25][26]